# Pontifícia Universidade Gregoriana

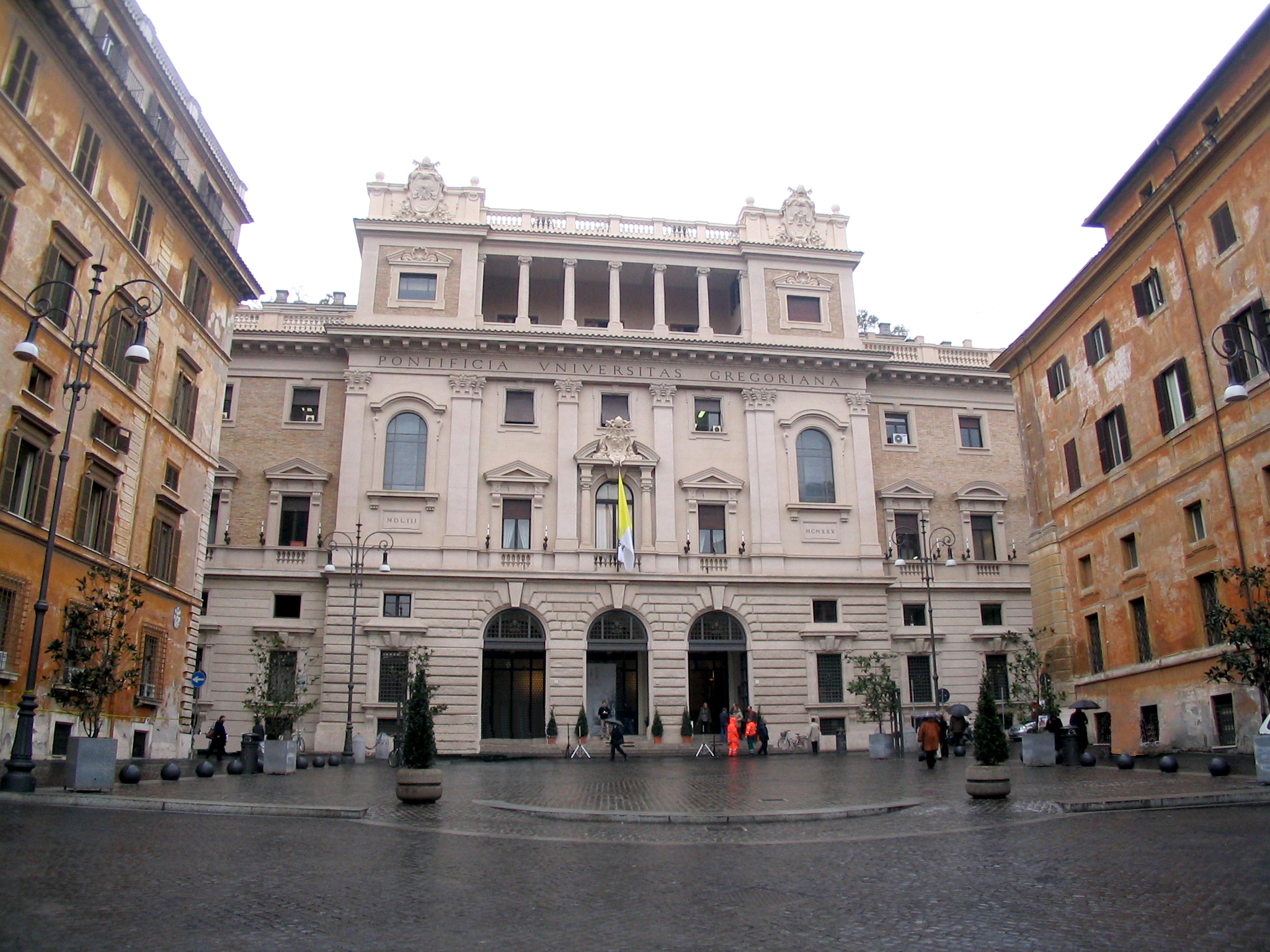
Prospecto sobre a Praça Pilotta em Roma

A Pontifícia Universidade Gregoriana (PUG) é uma universidade da Igreja Católica com sede em Roma, na Piazza della Pilotta, 4. É especializada em ciências humanas, especialmente nas teológicas e filosóficas. A Gregoriana é sucessora do Colégio Romano, fundado em 1551 por Santo Inácio de Loyola, criador da Companhia de Jesus (os jesuítas), num palácio (demolido) situado na base do Capitólio. Foi a primeira escola jesuíta, tendo uma biblioteca anexa.
Em 1584 o Papa Gregório XIII inaugurou a nova casa do Colégio Romano, o Palácio do Colégio Romano, na Piazza del Collegio Romano, e, em nome de tal gesto, a instituição tomou o nome de "Gregoriana".
Em 1773, depois da supressão da Companhia de Jesus o Colégio passou a estar sob a tutela do clero secular romano, apenas para voltar a pertencer à Companhia, após sua refundação em 17 de maio de 1824 pelo Papa Leão XII.
Depois da Unificação da Itália, o palácio do Colégio foi confiscado e suas instituições foram espalhadas. Já em 1873, o ensino universitário foi para a nova localização no Palazzo Gabrielli Borromeo, onde hoje se situa o Colégio Bellarmino - nome provindo do cardeal Roberto Belarmino. Neste mesmo ano, o Papa Pio IX permite ao Colégio de assumir o título de Pontificia Università del Collegio Romano; e confere ao seu reitor o direito de assinar sob o título de Rettore della Pontificia Università Gregoriana, dando origem ao nome pelo qual hoje é conhecida.

## História

### Colégio Romano
Inácio de Loyola, fundador da Companhia de Jesus, alugou no dia 18 de fevereiro de 1551 uma construção na encosta do Campidoglio, uma das sete famosas colinas de Roma. Foi a primeira escola jesuíta, tendo uma biblioteca anexa. Iniciava-se, assim, o Colégio Romano definido como “Escola de gramática, de ciências humanas e de doutrina cristã”. 
Já em setembro do mesmo ano, devido ao crescente número de estudantes, precisou ser transferido. A 17 de janeiro de 1556, Papa Pio IV o transformou em Universidade. Depois de sucessivas transferências e ampliações, sempre devido ao aumento número de estudantes que já eram mais de mil, Papa Gregório XIII quis dar uma sede mais idônea ao já renomado Colégio.

### Pontifícia Universidade Gregoriana
A inauguração da nova sede aconteceu no dia 28 de outubro de 1584 por obra do Papa Gregório XIII. Foi em sua homenagem que o Colégio Romano recebeu o nome de "Gregoriana". Na nova sede, passou-se a ensinar também História da Igreja, Liturgia e Astronomia (Cristoforo Clavio, idealizador do Calendário Gregoriano era professor desta instituição). Em poucos anos, o número de acadêmicos superou os dois mil. Como a capela universitária não era mais suficiente para acomodar os participantes, decidiu-se construir a atual enorme e bela Igreja de Santo Inácio (1626-1650). Seu arquiteto foi Orazio Grassi, que também era professor. A decoração foi executada por Andrea Pozzo.
Em 1773, depois da supressão da Companhia de Jesus, o Colégio passou a estar sob a tutela do clero secular romano e voltou a pertencer à mesma apenas após a sua restauração em 17 de maio de 1824 pelo Papa Leão XII.
Devido a secularização do Estado Italiano, em 1873, a “Gregoriana” foi dividida e novamente transferida, desta feita para a nova localização no Palácio Borromeu, onde hoje se situa o Colégio Bellarmino - nome provindo do cardeal Roberto Belarmino. Neste mesmo ano, o Papa Pio IX permitiu ao Colégio assumir o título de Pontificia Università del Collegio Romano; e conferiu ao seu reitor o direito de assinar sob o título de Rettore della Pontificia Università Gregoriana, dando origem ao nome pelo qual hoje é conhecida. Porém, em 1875, os estudantes não passavam de 250.
Em 1919, o Papa Bento XV adquiriu alguns terrenos e construções na Praça Pilotta, desta vez nas encostas do Quirinal (outra das sete colinas de Roma), para edificar a nova e definitiva sede da Universidade. Privilegiou-se este local por ser próximo ao Pontifício Instituto Bíblico, também a cargo dos jesuítas. Pio XI continuou as iniciativas de seu predecessor. Assim, a 27 de dezembro de 1924 no centenário da restauração da Companhia, foi posta a pedra fundamental do novo complexo. Os trabalhos de demolição permitiram redescobrir os restos do antigo  templo de Serapide. A inauguração se deu no dia 6 de novembro de 1930. O Papa Pio XI, num quirógrafo de 1930 em que apoia a construção deste palácio, apelida esta universidade de: "A nossa Universidade Gregoriana", tal é a proximidade entre o Sumo Pontífice e a Gregoriana.  Em 1932 foram criadas as faculdades de Missiologia e de História da Igreja. Em 1951, a de Ciências sociais.
Hoje a PUG conta com aproximadamente 3.000 estudantes vindos de mais de 130 países. Esta universalidade da Gregoriana está representada também entre os professores, provenientes de pelo menos quarenta países.
Existem vários colégios em Roma cujos alunos freqüentam a Pontifícia Universidade Gregoriana. Entre eles estão o Pontifício Colégio Português e o Pontifício Colégio Pio Brasileiro.

## Características arquitetônicas

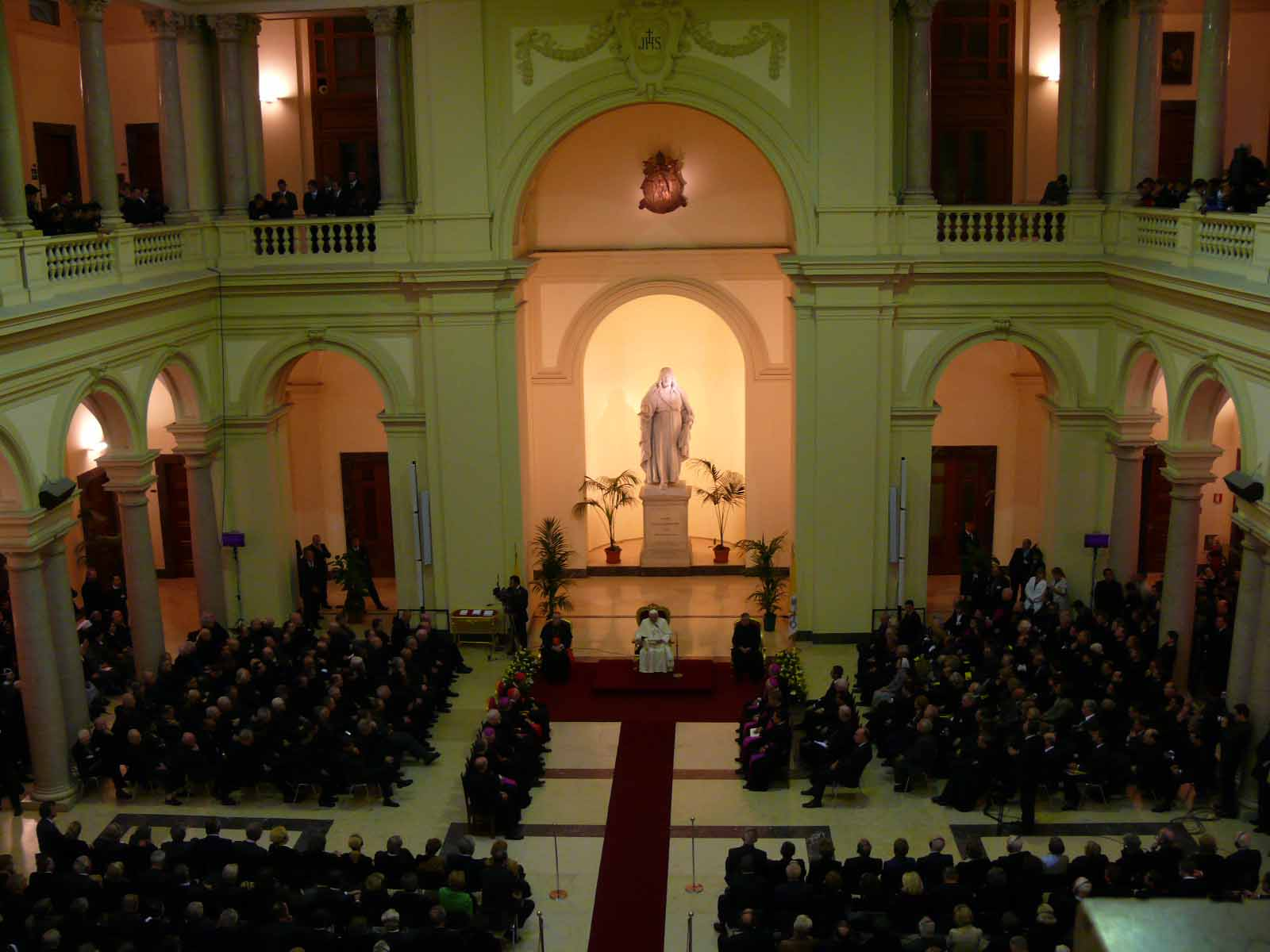
Visita do papa Bento XVI à universidade

O projeto foi realizado por Giulio Barluzzi (Roma 1878-1953) e se constitui de um grande edifício dotado de um saguão central. 
O edifício apresenta um sóbrio estilo neoclássico, de clara inspiração renascentista. A fachada recorda voluntariamente a do Colégio Romano. A parte interna é caracterizada pelo hall central coberto, no fundo do qual se vê a impressionante escultura representando Cristo-Mestre, obra de Mastrojanni. As salas de aula, as secretarias, as acomodações para os professores, as duas capelas e a biblioteca estão distribuídas em três andares, em torno desta parte central.
A biblioteca está localizada à esquerda do complexo. Seu acervo é composto de 800 mil livros, 3,5 mil revistas e demais documentos especializados. Seis salas de leitura, com quatrocentos lugares, estão à disposição dos acadêmicos.
Nos últimos anos a sede da PUG ampliou-se consideravelmente. Hoje é composta de três edifícios vinculados entre si: Traspontina, Lucchesi e, o vizinho, Frascara. Por fim, em 2005, no subsolo do edifício central foi construído um moderno complexo de salas multimediais, chamado Centro Matteo Ricci. Constitui-se de uma área de 2.000 m2 com lugares para 600 pessoas.

## Objetivo
A PUG tem o objetivo de dar uma formação cultural e humana a homens e mulheres vindos de todas as partes do mundo, a fim de aprofundar e difundir, sempre mais, através do ensino, a reflexão e a pesquisa, o conhecimento e o sentido da fé cristã. 
Sendo uma Universidade Católica, sob responsabilidade dos Jesuítas, a PUG caracteriza-se pela sua total disponibilidade às orientações da Santa Sé. Como tal promove o diálogo com o mundo cultural e científico, o encontro com as demais denominações cristãs e outras religiões, e o conhecimento do valor e da dignidade da pessoa humana. 

## Estrutura
Faculdades
- Teologia, Direito Canônico, Filosofia, História e Bens Culturais da Igreja, Missiologia, Ciências Sociais.

Institutos
- Espiritualidade, Psicologia, Ciências Religiosas, Estudo sobre Religiões e Cultura, Centro Interdisciplinar sobre Comunicação Social, Centro Interdisciplinar para a Formação dos Formadores dos Seminários, Centro "Cardeal Bea" para Estudos Judaicos.

Institutos associados
- Pontifício Instituto Bíblico e Pontifício Instituto Oriental.